# NGC 1890
NGC 1890 ist die Bezeichnung eines offenen Sternhaufens im Sternbild Mensa. Das Objekt wurde am 26. November 1834 von John Herschel entdeckt.